# Athletic Club 2025-2026
Questa voce raccoglie le informazioni riguardanti l'Athletic Club nelle competizioni ufficiali della stagione 2025-2026.

## Divise e sponsor
Il fornitore tecnico per la stagione 2025-2026 è Castore, mentre lo sponsor ufficiale sulla maglia è Kutxabank.
| Casa | Trasferta | 3ª divisa |

## Rosa
Dati aggiornati al 18 agosto 2025.
| N. |                   | Ruolo | Calciatore       |
| -- | ----------------- | ----- | ---------------- |
| 1  | Spagna (bandiera) | P     | Unai Simón       |
| 2  | Spagna (bandiera) | D     | Andoni Gorosabel |
| 3  | Spagna (bandiera) | D     | Dani Vivian      |
| 4  | Spagna (bandiera) | D     | Aitor Paredes    |
| 5  | Spagna (bandiera) | D     | Yeray Álvarez    |
| 6  | Spagna (bandiera) | C     | Mikel Vesga      |
| 7  | Spagna (bandiera) | A     | Alex Berenguer   |
| 8  | Spagna (bandiera) | C     | Oihan Sancet     |
| 9  | Ghana (bandiera)  | A     | Iñaki Williams   |
| 10 | Spagna (bandiera) | C     | Nico Williams    |
| 11 | Spagna (bandiera) | A     | Gorka Guruzeta   |
| 12 | Spagna (bandiera) | D     | Jesús Areso      |
| 13 | Spagna (bandiera) | C     | Unai Vencedor    |

| N. |                    | Ruolo | Calciatore       |
| -- | ------------------ | ----- | ---------------- |
| 15 | Spagna (bandiera)  | D     | Iñigo Lekue      |
| 16 | Spagna (bandiera)  | C     | Galarreta        |
| 17 | Spagna (bandiera)  | D     | Yuri Berchiche   |
| 18 | Spagna (bandiera)  | C     | Mikel Jauregizar |
| 19 | Spagna (bandiera)  | D     | Adama Boiro      |
| 20 | Spagna (bandiera)  | C     | Unai Gómez       |
| 21 | Marocco (bandiera) | A     | Maroan Sannadi   |
| 22 | Spagna (bandiera)  | A     | Nico Serrano     |
| 23 | Spagna (bandiera)  | A     | Robert Navarro   |
| 24 | Spagna (bandiera)  | C     | Beñat Prados     |
| 25 | Spagna (bandiera)  | C     | Urko Izeta       |
| 27 | Messico (bandiera) | P     | Álex Padilla     |
| 30 | Spagna (bandiera)  | C     | Alejandro Rego   |

## Trasferimenti
Dati aggiornati al 29 luglio 2025.

### Sessione estiva
| Acquisti         | Acquisti            | Acquisti         | Acquisti                           |
| R.               | Nome                | da               | Modalità                           |
| ---------------- | ------------------- | ---------------- | ---------------------------------- |
| D                | Jesús Areso         | Osasuna          | acquisto definitivo (12 milioni €) |
| A                | Robert Navarro      |                  | definitivo (svincolato)            |
| P                | Álex Padilla        | Pumas UNAM       | rientro prestito                   |
| C                | Unai Vencedor       | Racing Santander | rientro prestito                   |
| A                | Adu Ares            | Real Saragozza   | rientro prestito                   |
| A                | Nico Serrano        | Sporting Gijón   | rientro prestito                   |
| A                | Javi Martón         | Albacete         | rientro prestito                   |
| Altre operazioni |                     |                  |                                    |
| R.               | Nome                | da               | Modalità                           |
| C                | Peio Canales        |                  | aggregato dalle giovanili          |
| C                | Beñat Gerenabarrena |                  | aggregato dalle giovanili          |
| A                | Urko Izeta          | Mirandés         | rientro prestito                   |
| D                | Hugo Rincón         | Mirandés         | rientro prestito                   |
| D                | Unai Egiluz         | Mirandés         | rientro prestito                   |
| C                | Alejandro Rego      |                  | aggregato dalle giovanili          |

| Cessioni         | Cessioni            | Cessioni         | Cessioni                                               |
| R.               | Nome                | a                | Modalità                                               |
| ---------------- | ------------------- | ---------------- | ------------------------------------------------------ |
| A                | Álvaro Djaló        | Al-Gharafa       | prestito oneroso con opzione d'acquisto (3 milioni €)  |
| P                | Julen Agirrezabala  | Valencia         | prestito oneroso con opzione di acquisto (1 milione €) |
| A                | Adu Ares            |                  | definitiva (svincolato)                                |
| A                | Javi Martón         | Eibar            | definitiva (?)                                         |
| D                | Óscar de Marcos     |                  | ritiro                                                 |
| D                | Unai Núñez          | Celta Vigo       | fine prestito                                          |
| Altre operazioni |                     |                  |                                                        |
| R.               | Nome                | a                | Modalità                                               |
| D                | Hugo Rincón         | Girona           | prestito oneroso (200 mila €)                          |
| C                | Peio Canales        | Racing Santander | prestito                                               |
| C                | Beñat Gerenabarrena | Castellón        | prestito                                               |
| D                | Unai Egiluz         |                  | definitiva (svincolato)                                |

## Risultati
Dati aggiornati al 18 agosto 2025.

### LaLiga
Il 1° luglio 2025 è stato reso noto il campionato della Liga 2025-26. L'Athletic Bilbao ha iniziato il suo percorso in campionato in casa contro il Siviglia.
| Arbitro: | Francisco Maeso |

|                                                      |           |                                |
| N. Williams 36’ (rig.) M. Sannadi 43’ R. Navarro 81’ | Marcatori | 60’ D. Lukebakio 72’ L. Agoumé |

| Bilbao 25 agosto 2025, ore 19:30 CEST 2ª giornata | Athletic Bilbao | – referto | Rayo Vallecano | San Mamés |

| Siviglia 31 agosto 2025, ore 19:00 CEST 3ª giornata | Betis | – referto | Athletic Bilbao | Estadio La Cartuja |

| Bilbao 14 settembre 2025, ore --:-- CEST 4ª giornata | Athletic Bilbao | – referto | Alavés | San Mamés |

| Siviglia 21 settembre 2025, ore --:-- CEST 5ª giornata | Valencia | – referto | Athletic Bilbao | Estadio de Mestalla |

| Bilbao 24 settembre 2025, ore --:-- CEST 6ª giornata | Athletic Bilbao | – referto | Girona | San Mamés |

| Villarreal 28 settembre 2025, ore --:-- CEST 7ª giornata | Villarreal | – referto | Athletic Bilbao | Estadio de La Cerámica |

| Bilbao 5 ottobre 2025, ore --:-- CEST 8ª giornata | Athletic Bilbao | – referto | Maiorca | San Mamés |

| Villarreal 19 ottobre 2025, ore --:-- CEST 9ª giornata | Elche | – referto | Athletic Bilbao | Estadio Manuel Martínez Valero |

| Bilbao 26 ottobre 2025, ore --:-- CEST 10ª giornata | Athletic Bilbao | – referto | Getafe | San Mamés |

| San Sebastián 2 novembre 2025, ore --:-- CET 11ª giornata (Euskal Derbia) | Real Sociedad | – referto | Athletic Bilbao | Reale Arena |

| Bilbao 9 novembre 2025, ore --:-- CET 12ª giornata | Athletic Bilbao | – referto | Real Oviedo | San Mamés |

| Barcellona 23 novembre 2025, ore --:-- CET 13ª giornata (Clásico Athletic-Barcellona) | Barcellona | – referto | Athletic Bilbao | Spotify Camp Nou |

| Valencia 30 novembre 2025, ore --:-- CET 14ª giornata | Levante | – referto | Athletic Bilbao | Estadi Ciutat de València |

| Bilbao 7 dicembre 2025, ore --:-- CET 15ª giornata | Athletic Bilbao | – referto | Atlético Madrid | San Mamés |

| Vigo 14 dicembre 2025, ore --:-- CET 16ª giornata | Celta Vigo | – referto | Athletic Bilbao | Estadio Abanca-Balaídos |

| Bilbao 21 dicembre 2025, ore --:-- CET 17ª giornata | Athletic Bilbao | – referto | Espanyol | San Mamés |

| Pamplona 4 gennaio 2026, ore --:-- CET 18ª giornata | Osasuna | – referto | Athletic Bilbao | Estadio El Sadar |

| Bilbao 11 gennaio 2026, ore --:-- CET 19ª giornata (El Viejo Clásico) | Athletic Bilbao | – referto | Real Madrid | San Mamés |

| Palma de Mallorca 18 gennaio 2026, ore --:-- CET 20ª giornata | Maiorca | – referto | Athletic Bilbao | Estadio de Son Moix |

| Siviglia 25 gennaio 2026, ore --:-- CET 21ª giornata | Siviglia | – referto | Athletic Bilbao | Estadio Ramón Sánchez-Pizjuán |

| Bilbao 1° febbraio 2026, ore --:-- CET 22ª giornata (Euskal Derbia) | Athletic Bilbao | – referto | Real Sociedad | San Mamés |

| Bilbao 8 febbraio 2026, ore --:-- CET 23ª giornata | Athletic Bilbao | – referto | Levante | San Mamés |

| Oviedo 15 febbraio 2026, ore --:-- CET 24ª giornata | Real Oviedo | – referto | Athletic Bilbao | Estadio Carlos Tartiere |

| Bilbao 22 febbraio 2026, ore --:-- CET 25ª giornata | Athletic Bilbao | – referto | Elche | San Mamés |

| Madrid 1° marzo 2026, ore --:-- CET 26ª giornata | Rayo Vallecano | – referto | Athletic Bilbao | Estadio de Vallecas |

| Bilbao 8 marzo 2026, ore --:-- CET 27ª giornata (Clásico Athletic-Barcellona) | Athletic Bilbao | – referto | Barcellona | San Mamés |

| Gerona 15 marzo 2026, ore --:-- CET 28ª giornata | Girona | – referto | Athletic Bilbao | Estadio Municipal de Montilivi |

| Bilbao 22 marzo 2026, ore --:-- CET 29ª giornata | Athletic Bilbao | – referto | Betis | San Mamés |

| Getafe 5 aprile 2026, ore --:-- CEST 30ª giornata | Getafe | – referto | Athletic Bilbao | Coliseum |

| Bilbao 12 aprile 2026, ore --:-- CEST 31ª giornata | Athletic Bilbao | – referto | Villarreal | San Mamés |

| Madrid 19 aprile 2026, ore --:-- CEST 32ª giornata | Atlético Madrid | – referto | Athletic Bilbao | Estadio Riyadh Air Metropolitano |

| Bilbao 22 aprile 2026, ore --:-- CEST 33ª giornata | Athletic Bilbao | – referto | Osasuna | San Mamés |

| Vitoria 3 maggio 2026, ore --:-- CEST 34ª giornata | Alavés | – referto | Athletic Bilbao | Estadio de Mendizorroza |

| Bilbao 10 maggio 2026, ore --:-- CEST 35ª giornata | Athletic Bilbao | – referto | Valencia | San Mamés |

| Barcellona 13 maggio 2026, ore --:-- CEST 36ª giornata | Espanyol | – referto | Athletic Bilbao | RCDE Stadium |

| Bilbao 17 maggio 2026, ore --:-- CEST 37ª giornata | Athletic Bilbao | – referto | Celta Vigo | San Mamés |

| Madrid 24 maggio 2026, ore --:-- CEST 38ª giornata (El Viejo Clásico) | Real Madrid | – referto | Athletic Bilbao | Estadio Santiago Bernabéu |

### Copa del Rey
Classificandosi al 4° posto in campionato nella precedente stagione, l'Athletic Bilbao parteciperà alla Supercopa de España; conseguentemente inizierà il suo percorso in Copa del Rey a partire dai sedicesimi di finale.

### Supercopa de España
Classificandosi al 4° posto in campionato nella precedente stagione, l'Athletic Bilbao parteciperà alla Supercopa de España.

### UEFA Champions League
Classificandosi al 4° posto in campionato nella precedente stagione, l'Athletic Bilbao ha ottenuto la qualificazione in Champions League accedendovi direttamente dalla fase a campionato.

#### Fase campionato
Il sorteggio del calendario della fase campionato della Champions League si terrà il 28 agosto 2025 presso il Grimaldi Forum del Principato di Monaco.

## Statistiche
Dati aggiornati al 18 agosto 2025.

### Statistiche di squadra
| Competizione        | Punti  | In casa | In casa | In casa | In casa | In casa | In casa | In trasferta | In trasferta | In trasferta | In trasferta | In trasferta | In trasferta | Totale | Totale | Totale | Totale | Totale | Totale | DR |
| Competizione        | Punti  | G       | V       | N       | P       | Gf      | Gs      | G            | V            | N            | P            | Gf           | Gs           | G      | V      | N      | P      | Gf     | Gs     | DR |
| ------------------- | ------ | ------- | ------- | ------- | ------- | ------- | ------- | ------------ | ------------ | ------------ | ------------ | ------------ | ------------ | ------ | ------ | ------ | ------ | ------ | ------ | -- |
| LaLiga              | 3      | 1       | 1       | 0       | 0       | 3       | 2       | 0            | 0            | 0            | 0            | 0            | 0            | 1      | 1      | 0      | 0      | 3      | 2      | +1 |
| Copa del Rey        | -      | 0       | 0       | 0       | 0       | 0       | 0       | 0            | 0            | 0            | 0            | 0            | 0            | 0      | 0      | 0      | 0      | 0      | 0      | 0  |
| Supercopa de España | -      | 0       | 0       | 0       | 0       | 0       | 0       | 0            | 0            | 0            | 0            | 0            | 0            | 0      | 0      | 0      | 0      | 0      | 0      | 0  |
| Champions League    | [ 28 ] | 0       | 0       | 0       | 0       | 0       | 0       | 0            | 0            | 0            | 0            | 0            | 0            | 0      | 0      | 0      | 0      | 0      | 0      | 0  |
| Totale              | -      | 1       | 1       | 0       | 0       | 3       | 2       | 0            | 0            | 0            | 0            | 0            | 0            | 1      | 1      | 0      | 0      | 3      | 2      | +1 |

### Andamento in campionato
| Giornata  | 1 | 2 | 3 | 4 | 5 | 6 | 7 | 8 | 9 | 10 | 11 | 12 | 13 | 14 | 15 | 16 | 17 | 18 | 19 | 20 | 21 | 22 | 23 | 24 | 25 | 26 | 27 | 28 | 29 | 30 | 31 | 32 | 33 | 34 | 35 | 36 | 37 | 38 |
| --------- | - | - | - | - | - | - | - | - | - | -- | -- | -- | -- | -- | -- | -- | -- | -- | -- | -- | -- | -- | -- | -- | -- | -- | -- | -- | -- | -- | -- | -- | -- | -- | -- | -- | -- | -- |
| Luogo     | C |   |   |   |   |   |   |   |   |    |    |    |    |    |    |    |    |    |    |    |    |    |    |    |    |    |    |    |    |    |    |    |    |    |    |    |    |    |
| Risultato | V |   |   |   |   |   |   |   |   |    |    |    |    |    |    |    |    |    |    |    |    |    |    |    |    |    |    |    |    |    |    |    |    |    |    |    |    |    |
| Posizione | ? |   |   |   |   |   |   |   |   |    |    |    |    |    |    |    |    |    |    |    |    |    |    |    |    |    |    |    |    |    |    |    |    |    |    |    |    |    |

Legenda:

Luogo: C = Casa; T = Trasferta. Risultato: R = Rinviata; V = Vittoria; N = Pareggio; P = Sconfitta.

### Statistiche individuali
| Giocatore            | La Liga  | La Liga | La Liga     | La Liga    | Copa del Rey | Copa del Rey | Copa del Rey | Copa del Rey | Supercopa de España | Supercopa de España | Supercopa de España | Supercopa de España | Champions League | Champions League | Champions League | Champions League | Totale   | Totale | Totale      | Totale     |
| Giocatore            | Presenze | Reti    | Ammonizioni | Espulsioni | Presenze     | Reti         | Ammonizioni  | Espulsioni   | Presenze            | Reti                | Ammonizioni         | Espulsioni          | Presenze         | Reti             | Ammonizioni      | Espulsioni       | Presenze | Reti   | Ammonizioni | Espulsioni |
| -------------------- | -------- | ------- | ----------- | ---------- | ------------ | ------------ | ------------ | ------------ | ------------------- | ------------------- | ------------------- | ------------------- | ---------------- | ---------------- | ---------------- | ---------------- | -------- | ------ | ----------- | ---------- |
| J. Areso             | 1        | 0       | 0           | 0          | -            | -            | -            | -            | -                   | -                   | -                   | -                   | -                | -                | -                | -                | 1        | 0      | 0           | 0          |
| Y. Berchiche         | 1        | 0       | 0           | 0          | -            | -            | -            | -            | -                   | -                   | -                   | -                   | -                | -                | -                | -                | 1        | 0      | 0           | 0          |
| A. Berenguer         | 1        | 0       | 0           | 0          | -            | -            | -            | -            | -                   | -                   | -                   | -                   | -                | -                | -                | -                | 1        | 0      | 0           | 0          |
| I. Ruiz de Galarreta | 1        | 0       | 0           | 0          | -            | -            | -            | -            | -                   | -                   | -                   | -                   | -                | -                | -                | -                | 1        | 0      | 0           | 0          |
| A. Gorosabel         | 1        | 0       | 0           | 0          | -            | -            | -            | -            | -                   | -                   | -                   | -                   | -                | -                | -                | -                | 1        | 0      | 0           | 0          |
| G. Guruzeta          | 1        | 0       | 0           | 0          | -            | -            | -            | -            | -                   | -                   | -                   | -                   | -                | -                | -                | -                | 1        | 0      | 0           | 0          |
| M. Jauregizar        | 1        | 0       | 0           | 0          | -            | -            | -            | -            | -                   | -                   | -                   | -                   | -                | -                | -                | -                | 1        | 0      | 0           | 0          |
| R. Navarro           | 1        | 1       | 0           | 0          | -            | -            | -            | -            | -                   | -                   | -                   | -                   | -                | -                | -                | -                | 1        | 1      | 0           | 0          |
| A. Paredes           | 1        | 0       | 0           | 0          | -            | -            | -            | -            | -                   | -                   | -                   | -                   | -                | -                | -                | -                | 1        | 0      | 0           | 0          |
| A. Rego              | 1        | 0       | 0           | 0          | -            | -            | -            | -            | -                   | -                   | -                   | -                   | -                | -                | -                | -                | 1        | 0      | 0           | 0          |
| M. Sannadi           | 1        | 1       | 0           | 0          | -            | -            | -            | -            | -                   | -                   | -                   | -                   | -                | -                | -                | -                | 1        | 1      | 0           | 0          |
| U. Simón             | 1        | -2      | 0           | 0          | -            | -            | -            | -            | -                   | -                   | -                   | -                   | -                | -                | -                | -                | 1        | -2     | 0           | 0          |
| M. Vesga             | 1        | 0       | 0           | 0          | -            | -            | -            | -            | -                   | -                   | -                   | -                   | -                | -                | -                | -                | 1        | 0      | 0           | 0          |
| D. Vivian            | 1        | 0       | 0           | 0          | -            | -            | -            | -            | -                   | -                   | -                   | -                   | -                | -                | -                | -                | 1        | 0      | 0           | 0          |
| I. Williams          | 1        | 0       | 0           | 0          | -            | -            | -            | -            | -                   | -                   | -                   | -                   | -                | -                | -                | -                | 1        | 0      | 0           | 0          |
| N. Williams          | 1        | 1       | 0           | 0          | -            | -            | -            | -            | -                   | -                   | -                   | -                   | -                | -                | -                | -                | 1        | 1      | 0           | 0          |